# Colpolopha praemorsa
Colpolopha praemorsa är en insektsart som beskrevs av Gerstaecker 1889. Colpolopha praemorsa ingår i släktet Colpolopha och familjen Romaleidae. Inga underarter finns listade i Catalogue of Life.